# Gladsaxe Stadion
Das Gladsaxe Stadion ist ein Fußballstadion im dänischen Ort Søborg in der Hauptstadtregion. Es ist das Heimstadion des Fußballvereins AB Gladsaxe und hat eine Kapazität von 13.507 Plätzen, von denen 8.000 überdacht sind. Es wird hauptsächlich für Fußballspiele genutzt und ist Teil des Copenhagen Sport & Eventpark. Ab der Saison 2025 nutzt das American-Football-Team Nordic Storm das Stadion für seine Heimspiele in der European League of Football.
Die Anlage in der Gladsaxe Kommune besteht u. a. aus Trainingsplätzen für Fußball, Hockey, Tennis, Badminton, Beachvolleyball, Handball, Base- und Softball sowie einem Restaurant und einem Hostel. 
Der Bau der Anlage startete 1938 unter dem Namen Gladsaxe Idrætspark Marielyst; die Eröffnung fand am 26. Mai 1940 statt. Die letzte Renovierung wurde am 16. November 1998 begonnen und die Anlage wurde anschließend unter ihrem neuen Namen Gladsaxe Stadion am 12. September 1999 eingeweiht. 